# ونزوئلا (پوبلو)
ونزوئلا (پوبلو) (به انگلیسی: Venezuela (Pueblo)) یک منطقهٔ مسکونی در ایالات متحده آمریکا است که در سان خوآن واقع شده‌است.

## خصوصیات
ونزوئلا ۱٬۴۴۰ نفر جمعیت دارد.